# Gnathia gonzalezi
Gnathia gonzalezi is een pissebed uit de familie Gnathiidae. De wetenschappelijke naam van de soort is voor het eerst geldig gepubliceerd in 1988 door Mueller.